# Ornithomimiformes
Az Ornithomimiformes a theropoda dinoszauruszok egyik kládja. 2005-ben Paul Sereno alkotta meg a definícióját, ide sorolva minden olyan maniraptoriformest, amely közelebb áll az Ornithomimus edmontonicushoz, mint a Passer domesticushoz. A csoport részét képezi az Ornithomimosauria alrendág.
Az Ornithomimiformes a Maniraptora testvérkládja a Maniraptoriformes csoporton belül.

## Az osztályozás története
Az 1990-es évek elején az olyan kiemelkedő őslénykutatók, mint Thomas R. Holtz Jr. felvetették, hogy a futás elősegítése érdekében felül beékelődött lábcsonttal (arctometatarsalia) rendelkező theropodák közeli kapcsolatban álltak egymással. Holtz (1994-ben) az Arctometatarsalia kládot olyan csoportként definiálta, ami tartalmazza azokat a theropodákat, amelyeknél elsőként fejlődött ki az arctometatarsalia láb, továbbá magába foglalja valamennyi leszármazottjukat is. Ez a csoport tartalmazza a Troodontidae családot, a Tyrannosauroidea öregcsaládot és az Ornithomimosauria alrendágat. Holtz később (1996-ban és 2000-ben) ág-alapú kládként finomította a definíciót, ide sorolva az Ornithomimust és minden olyan theropodát, amely olyan újabb keletű őssel rendelkezett, mely közelebbi rokonságban állt az Ornithomimusszal, mint a madarakkal. Ezt követően a legtöbb őslénykutató, köztük Holtz is elvetette azt az elméletet, ami szerint az összes arctometatarsalia dinoszaurusz egyetlen természetes csoportot alkotott, a tanulmányok pedig azt kezdték bemutatni, hogy a tyrannosauroideák és a troodontidák közelebbi rokonságban álltak a többi coelurosaurus csoporttal, mint az ornithomimosaurusokkal. Mivel az Arctometatarsalia szűkített definíciója az Ornithomimuson alapult, az Ornithomimosauria bővebb definícióinak megjelenésével redundáns kláddá vált, ezért többnyire elvetették.
Az Ornithomimiformes a nagyon hasonló definíció miatt tartalmában megegyezik a Holtz által definiált Arctometatarsaliával. Bár az Ornithomimiformes újabb keletű, Sereno figyelmen kívül hagyta azt az elvet, ami szerint a korábban létrehozott csoport, az Arctometatarsalia elsőbbséget élvez, mivel ez utóbbi definícióját Holtz igen radikális módon megváltoztatta.

## Fordítás
- Ez a szócikk részben vagy egészben az Ornithomimiformes című angol Wikipédia-szócikk ezen változatának fordításán alapul.  Az eredeti cikk szerkesztőit annak laptörténete sorolja fel. Ez a jelzés csupán a megfogalmazás eredetét és a szerzői jogokat jelzi, nem szolgál a cikkben szereplő információk forrásmegjelöléseként.